# Bāqerābād (ort i Qazvin)
Bāqerābād (persiska: باقِرابادِ تُرك, باقر آباد, تُركِه باقِر آباد, Bāqerābād-e Tork) är en ort i Iran.   Den ligger i provinsen Qazvin, i den nordvästra delen av landet, 100 km väster om huvudstaden Teheran. Bāqerābād ligger 1 185 meter över havet och antalet invånare är 399.
Terrängen runt Bāqerābād är lite kuperad.Runt Bāqerābād är det ganska tätbefolkat, med 100 invånare per kvadratkilometer. Närmaste större samhälle är Abyek, 14,2 km öster om Bāqerābād. Trakten runt Bāqerābād består till största delen av jordbruksmark.